# Gimme Shelter (2008)
Gimme Shelter is de naam van een korte film die in december 2008 uitgebracht werd door acteur-regisseur Ben Affleck en Rolling Stone Mick Jagger met de bedoeling een bedrag van 23 miljoen dollar in te zamelen voor de VN-Vluchtelingenorganisatie UNHCR, met name om te kunnen voorzien in schoon water en noodhulp voor de naar schatting 250.000 vluchtelingen in het oosten van Congo.
De opnamen waren in november 2008 gemaakt de provincie Noord-Kivu, en voorzien van het geluid van de gelijknamige song, die de Rolling Stones ter beschikking stelden gaven voor deze campagne. De film werd geregisseerd door Ben Affleck en geschoten door John Toll.
1. ↑    Ben Affleck launches ‘Gimme Shelter’ - a humanitarian campaign for victims of the fighting in the Eastern Congo